# 2086 Newell
A 2086 Newell (ideiglenes jelöléssel 1966 BC) a Naprendszer kisbolygóövében található aszteroida. Indianai Egyetem fedezte fel 1966. január 20-án.